# Рейес, Эльфреда
Эльфрида Рейес (исп. Elfreda Reyes, урождённая Стэнфорд; 1901—1992) — деятельница профсоюзного и женского движений, суфражистка и политическая активистка времён борьбы Британского Гондураса (будущего Белиза) за независимость от Великобритании. Она участвовала в основании Союза безработных (Jobless Workers Union), продвигавшего трудовые реформы, включая законы о заработной плате и ограничении рабочего времени, а также Женской лиги, боровшейся за социальные, экономические и политические права женщин.

## Биография
Родилась в 1901 году в Британском Гондурасе в семье барбадосца. К 1919 году она работала чернорабочей прислугой в одной из белых британских семей. В 1920-х вышла за Соломона Траппа, умершего в 1933 году. Она выступала на конституционных слушаниях 1932 года, требуя от властей защиты интересов трудящихся женщин, хотя ещё не настаивала на всеобщем избирательном праве. 1 октября 1934 года она была одной из женщин, возглавивших оккупацию лесопилки BEC Sawmill, крупнейшего частного работодателя в Британском Гондурасе. Первоначально группу возглавлял Тони Соберанис, но когда мужчины отступили, борьбу возглавили чернокожие женщины.
К 1935 году Трапп и её сестры Вирджиния и Янте Стэнфорд были членами Ассоциации рабочих и безработных (Labourers and Unemployed Association, LUA). Её позиция радикализировалась, и теперь она выступала за полные избирательные права для всех.
Они направили властям петицию с просьбой предоставить избирательное право всему населению в возрасте 21 года и старше, включая 98 % населения, зарабатывавших менее 25 долларов в месяц, чернокожих, гарифуна, метисов и майя. Примерно в это же время Сёстры Чёрного Креста раскололись с работницами LUA по классовому признаку, поскольку первые отказывали в избирательных правах народным массам.
В 1940-х годах Трапп снова вышла замуж, взяв фамилию Рейес. В 1950-х годах, когда Народная объединенная партия (НОП) начала добиваться независимости от Британии, в партию хлынули бедные женщины, которых не принимала ни одна другая политическая сила. Рейес была очень активна в политической жизни. Когда в 1951 году губернатор распустил городской совет, в котором преобладала НОП, Рейес возглавила акцию протеста перед Домом правительства. Во время всеобщей забастовки, которая продолжалась с октября по декабрь 1952 года, Рейес раздавала припасы бастующим, остановившим работу на лесопилке BEC, отеле Форт-Джордж, Департаменте общественных работ и других рабочих местах от Белиза до Кайо. По окончании стачки Рейес возглавила митинг, на котором работающие женщины потребовали и в конечном итоге добились поддержки письменных трудовых договоров, минимальной заработной платы и 48-часовой рабочей недели. В начале 1953 года Рейес и её сестра Вирджиния Стэнфорд возглавили забастовку 400 домашних работниц, требующих повышения заработной платы. В том же году она была избрана в Генеральный и исполнительный совет профсоюза GWU. В Совет из десяти человек избрали четырёх женщин: Рейес, Хейзел Джентл, Энид Пэнтинг и Эльзу Васкес.
В 1956 году в партии произошел раскол из-за обвинений в клевете в адрес Николаса Полларда. Рейес была среди тех, кто подписал соответствующее заявление и покинул партию. Позже она говорила, что она чувствовала, что партийное руководство Джорджа Кэдла Прайса становилось всё более консервативным и элитарным. Она присоединилась к Федерации женщин Британского Гондураса (BHFW), которая в основном включала реформистов из среднего класса. В 1956 году Рейес организовывала в BHFW обучение для работниц, желающих получить работу в Канаде. К 1958 году Рейес занимала должность казначея организации. К 1962 году Рейес присоединилась к Партии национальной независимости (NIP) и была назначена членом нового комитета по домашней прислуге Министерства труда. В конце 1960-х годов Рейес работала над открытием детских садов для детей бедных работающих женщин. Она оставалась активной в политике и после обретения Белизом независимости в 1981 году.
Рейес умер в 1992 году в городе Белиз.